# Bingen (Baden-Württemberg)
Bingen è un comune tedesco di 2 738 abitanti,, situato nel land del Baden-Württemberg.